# Swisscom
Swisscom — швейцарская телекоммуникационная компания, предоставляет услуги фиксированной и мобильной связи в Швейцарии и Италии. Штаб-квартира находится в коммуне Иттиген кантона Берн. Контрольный пакет акций принадлежит правительству Швейцарии (50,95 %).

## История
В 1851 году было создано государственное предприятие по развитию телеграфной связи в Швейцарии. В июле 1852 года начала работу первая в Швейцарии телеграфная линия между Санкт-Галленом и Цюрихом; к концу того же года телеграфная сеть связала большинство крупных городов страны. В 1877 году начали работу первые телефонные линии, с 1880 года в крупных городах начали появляться первые частные телефонные сети.
В 1920 году было создано государственное предприятие PTT, объединившее почтовую службу с телеграфными и телефонными сетями. Позже PTT было поручено развитие радиовещания и телевидения в Швейцарии. В 1948 году у PTT было 500 тыс. телефонных абонентов, а к концу 1950-х годов их число достигло миллиона. К 1959 году Швейцария первой в мире достигла полной автоматизации внутренней телефонной сети, а к 1982 году — также и международных звонков. В 1976 году началось развитие сети мобильной телефонии NATEL, одной из первых и наиболее успешных. В 1992 году PTT была лишена статуса государственной монополии, телекоммуникации были выделены в подразделение Telecom PTT. В том же году была запущена мобильная сеть на основе технологии GSM NATEL D, к концу 1990-х годов у неё было около 2 млн абонентов. В середине 1990-х годов Telecom PTT начала предлагать услугу доступа к сети интернет под брендом Blue Window (позже Bluewin), вскоре став крупнейшим интернет-провайдером Швейцарии.
В 1997 году рынок телекоммуникаций Швейцарии был полностью открыт для конкуренции, Telecom PTT стала отдельной компанией и сменила название на Swisscom. В 1998 году она была частично приватизирована путём размещения акций на Швейцарской бирже. Также в 1998 году на рынке мобильной связи появился первый конкурент, компания Diax (позже сменившая название на Sunrise). В 2000 году на этом рынке появился ещё один игрок, France Telecom со своим брендом Orange. В то же время Swisscom начала осваивать новые рынки: в 1999 году был куплен немецкий оператор мобильной связи Debitel, который кроме Германии работал также во Франции, Нидерландах, Словении и Дании (в сумме 10 млн абонентов).
В 2004 году Debitel был продан международной инвестиционной группе Permira. 2007 году за 5,3 млрд евро были куплены 82 % акций итальянской телекоммуникационной компании Fastweb, в 2010 году были выкуплены остальные акции. Генеральный директор Swisscom Карстен Шлотер 23 июля 2013 года был найден мёртвым, предположительно он совершил самоубийство. В апреле 2019 года компания начала развитие сети 5G, в июле того же года были подписаны соглашения о роуминге с южнокорейской компанией SK Telecom и финской Elisa Oyj.

## Деятельность
Компания работает в Швейцарии и Италии. Основные подразделения по состоянию на 2022 год:
- Швейцария — 1,32 млн абонентов стационарной телефонии, 2,03 млн абонентов кабельного широкополосного интернета, 1,57 млн абонентов кабельного телевидения, 6,17 млн абонентов мобильной связи, 75 % выручки;
- Италия (бренд Fastweb) — 2,68 млн абонентов кабельного широкополосного интернета, 3,09 млн абонентов мобильной связи, 16 % выручки;
- другая деятельность — обслуживание телекоммуникационный сетей и телерадиовещательного оборудования, онайн-сервисы, 9 % выручки.

В списке крупнейших публичных компаний мира Forbes Global 2000 за 2023 год Swisscom заняла 619-е место.